# Мальвазия
Мальва́зия (Malvasia)  — семейство винных сортов белого и (существенно реже) чёрного винограда, распространённых в средиземноморской части Европы, ныне главным образом в Италии (которая производит большинство вин с таким названием) и Португалии (где из сорта Malvasia Cândida получают самую сладкую из всех мадер, именуемую на англоязычный лад Malmsey). На остальные страны приходится менее 15% мирового урожая мальвазии.
Есть мнение, что между 25 сортами, в основном названии которых фигурирует «мальвазия», нет ничего общего (кроме самого этого слова). По другому мнению, основные сорта этой группы выделяются своеобразием ароматических терпенов: изысканный аромат розы лучшим винам из мальвазии придаёт гераниол (тогда как, скажем, мускаты богаты линалоолом с запахом ландыша). Ещё полсотни разнородных сортов именуются мальвазией только на жаргоне виноградарей той или иной винодельческой области.
Чаще всего на массовом рынке встречаются достаточно нейтральные  белые вина из мальвазии, выращенной в Центральной Италии. В испаноязычной традиции со словом «мальвазия» ассоциируется, наоборот, весьма ароматное белое вино (в частности, из каталонской области Пенедес), а в Греции — вина позднего сбора из подвяленного на солнце винограда местных сортов (см. греческая мальвазия).

## История
Слово «мальвазия» происходит от южногреческого порта Монемвазия, откуда в средневековье греческие вина отгружались на запад, в Италию. Соответственно, венецианские виноторговцы называли свои лавки словом malvasie. Скорее всего, для приготовления средневековых греческих вин не использовались те сорта винограда, которые сейчас называют мальвазией. Во всяком случае, современные греческие «мальвазии» вырабатываются из местных сортов, практически не культивируемых за пределами Греции. На отсутствие связи между греческими и итальянскими сортами указывают и данные генетики: в частности, не имеет отношения к мальвазии старый греческий сорт «монемвазия», который выращивается теперь только на Паросе.
Англичане родственным словом «мамзи» (malmsey) называли необычайно насыщенные и сладкие вина с Крита и соседних греческих островов, которые были весьма востребованы в XV веке на севере Европы и, вероятно, изготавливались из подсушенного винограда (т. н. соломенное вино). По легенде, в бочке с таким вином английский король Эдуард IV повелел утопить своего брата герцога Кларенса. Марсилио Фичино (среди прочих) рекомендовал мальвазию как снадобье против чумы.  Позднее термин malmsey был перенесён на любое сладкое вино с содержанием алкоголя выше среднего, в частности на самые сладкие разновидности мадеры.
Аналогично на Руси «мальмазией» назывались любые сладкие красные вина, причём привозимые не только из Греции, но и из Болгарии и Молдавии. Импортное вино стоило дорого и поначалу употреблялось почти исключительно в таинстве Евхаристии (см. богослужебное вино). В Великом княжестве Литовском XVI века мальвазию уже можно было встретить на столах шляхтичей, о чём упоминает Иван Мелешко в своём выступлении на сейме («вина венгерского не заживали, малмазию скромно пивали, медок и горилочку дюбали»).
«Мальвазия» стала настолько успешным брендом, что для повышения продаж этим термином стали именовать совершенно разные сорта, не имеющие между собой практически ничего общего. До эпидемии филлоксеры (конец XIX века) белыми винами на основе мальвазии славились остров Мальорка и испанский регион Риоха. Сицилия того времени производила ежегодно свыше 100 000 гл белого вина из сардинской мальвазии. Чёрная мальвазия часто смешивалась с санджовезе для производства Кьянти и вин Монтепульчано, пока её не вытеснили из Тосканы более модные и востребованные сорта вроде каберне.

## Разновидности и их распространение

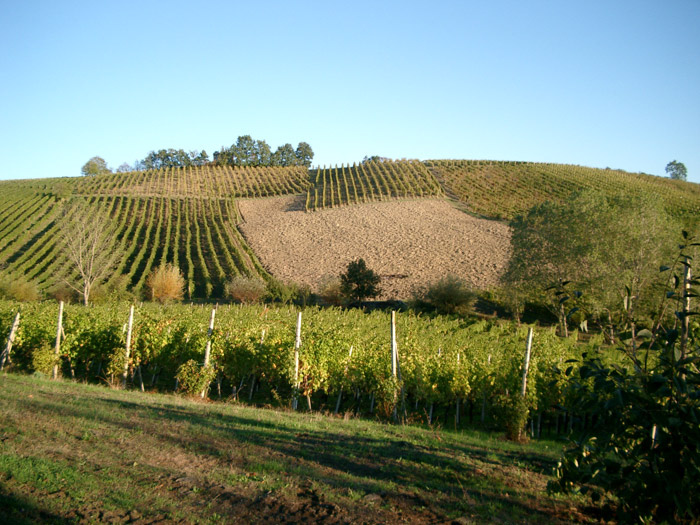
Итальянский виноградник, засаженный «критской мальвазией»

Дженсис Робинсон насчитала свыше 70 сортов, именуемых в отдельных винодельческих районах мальвазией (и более известных в мире под другими названиями — как, например, корсиканский верментино). Многочисленные французские сорта с названием Malvoisie (в частности, Bourboulenc и Clairette из долины Роны) не относятся современными ампелографами к семейству сортов «мальвазия». Ниже речь идёт только о сортах, в состав основного (официально признанного) наименования которых входит слово «мальвазия».

### Белые сорта
В 2010 году на виноградниках Италии насчитывалось 15 сортов мальвазии. За пределами Тосканы наиболее значима малоароматная белая мальвазия (M. Bianca; площадь виноградников 4,3 тыс. га). В Тоскане превалирует вариант M. Bianca Lunga (площадь виноградников 2,3 тыс. га), который используется для производства сухих красных (Кьянти) и ликёрных белых (Vin Santo) вин. Заметно отличается по своим характеристикам «критская мальвазия» (M. Bianca di Candia; площадь виноградников 4,9 тыс. га) с едва уловимым ароматом мускатного ореха. Генетики выяснили, что она едва ли имеет отношение к Криту, так как происходит от сорта гарганега, распространённого в районе Виченцы.
Ароматный толстокожий сорт, возделываемый в Калифорнии под названием Malvasia Bianca, тождествен белой пьемонтской мальвазии (итал. Malvasia Bianca di Piemonte). На полуострове Истрия господствует «истрийская мальвазия» (итал. Malvasia Istriana), которую можно встретить также на северо-востоке Италии.

Белая «сардинская мальвазия» (итал. Malvasia di Sardegna) с характерными апельсиновыми нотами некогда была очень распространена почти на всех островах Западного Средиземноморья, а также на Канарских островах и Мадейре (где шла на производство мадеры). В настоящее время главным образом ассоциируется с Липарскими островами (отсюда второе название — Malvasia di Lipari) как основа местного «соломенного вина» (пассито). 

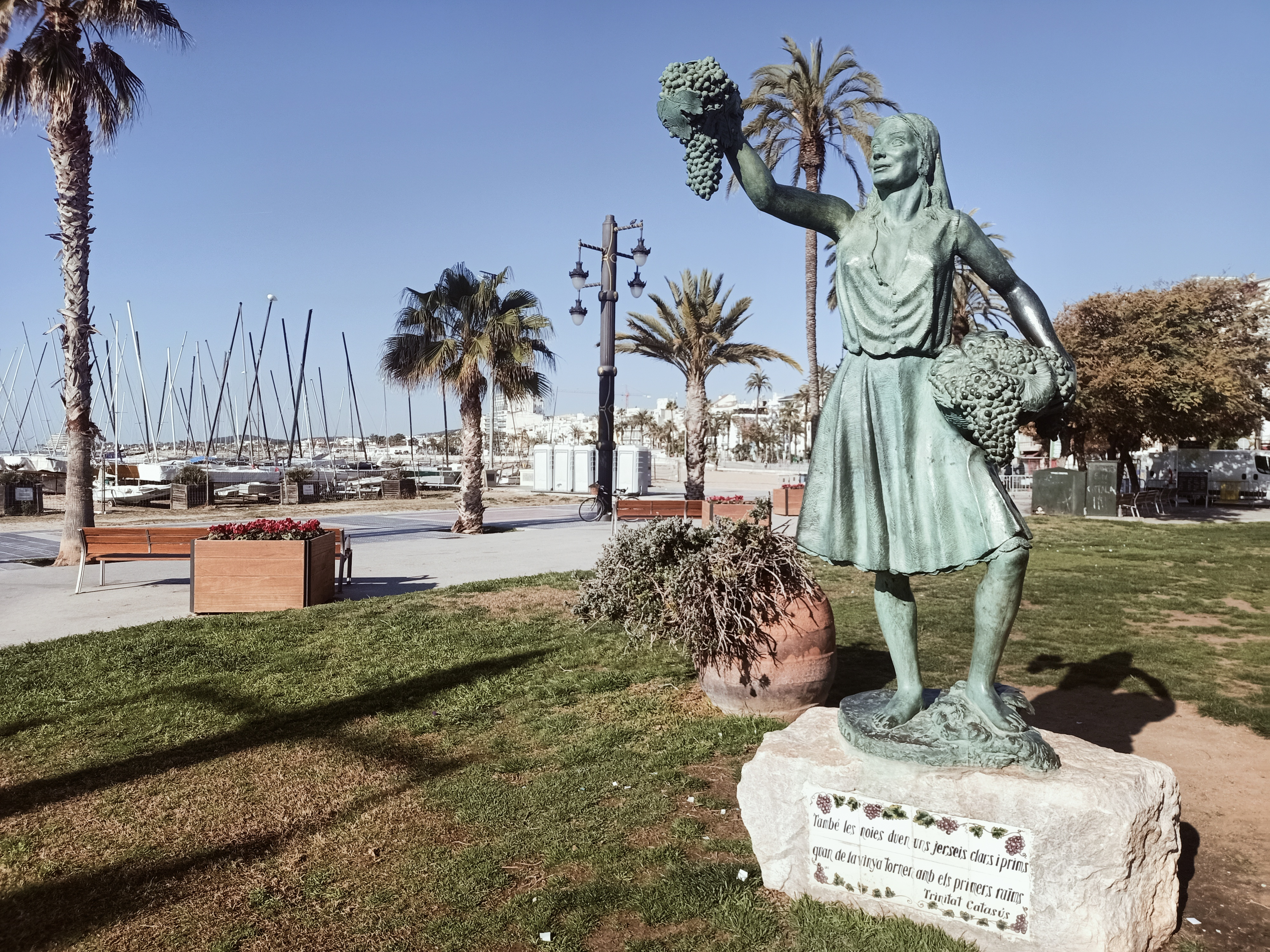
«Девушка с гроздью мальвазии». Статуя на взморье в Ситжесе.

В современной Испании сорта мальвазии (ещё полтора века назад весьма распространённые) остаются значимыми главным образом для Канарских островов (Malvasia di Lanzarote на одноимённом острове — потомок сардинской вариации) и для окрестностей Ситжеса (где одноимённое сладкое вино было известно Мунтанеру ещё в 1325 году). На испанские виноградники приходится примерно 10% всей выращиваемой в мире мальвазии.
В Португалии слово «мальвазия» встречается в названиях целого букета разнородных сортов, более известных за пределами страны иначе: например, «королевская мальвазия» (порт. Malvasia Rei) не что иное, как паломино. Мадера в стиле «Мамзи» (Malmsey) должна не менее чем на 85 % изготавливаться из липарской (сардинской) мальвазии (порт. Malvasia Cândida). Наиболее высоко ценится виноделами автохтонный белый виноград Malvasia Fina, называемый на Мадейре боалом; это один из сортов, чьё название весьма обманчиво ввиду отсутствия родства с классическими, итальянскими мальвазиями.

### Чёрные сорта
Моносепажные (односортовые) красные вина из мальвазии проще всего найти в Пьемонте. В остальных регионах чёрная мальвазия ценится как партнёр менее ароматных, но высокоурожайных сортов, который добавляет блендам интересные нюансы шоколада и чернослива. Чаще всего высаживается на юге Италии, где преобладают сорта M. Nera di Basilicata и М. Nera di Brindisi (гибрид M. Bianca Lunga с негроамаро — коренным сортом чёрного винограда). «Чёрная мальвазия» со старых виноградников Тосканы при ампелографическом исследовании оказалась тождественной кастильскому сорту темпранильо.

## Характеристики
Различные сорта, известные под названием мальвазии, имеют между собой весьма мало общего. Как правило, все они теплолюбивы, поэтому почти не встречаются к северу от Альп. Для получения качественных вин урожайность кустов требуется ограничивать. Предпочитают сухие почвы, так как в условиях влажности подвержены различным заболеваниям.
Наиболее распространённая (критская) мальвазия относится к сортам среднего периода созревания, достаточно устойчива к грибковым заболеваниям, имеет ягоды среднего размера, округлые, покрытые тонкой плотной кожицей золотисто-жёлтого цвета с коричневыми точками или пятнами.
Повышенное содержание сахара в мальвазии не предрасполагает к выработке сухих вин. Для усиления насыщенности и вкуса напитков итальянские виноделы часто смешивают различные сорта белой мальвазии с менее ароматным треббьяно. Виноделами Риохи по той же причине мальвазия обычно смешивается с виурой. 
Если брать усреднённо, белая мальвазия – это вино насыщенного цвета, не легкомысленное, с невысокой кислотностью, легко окисляющееся, доброжелательно относящееся к выдержке на осадке и на мезге, обладающее цветочным или ореховым характером, иногда с нотами цитрусовых, цедры, кураги и других сухофруктов. Красная мальвазия – фруктовая, с косточковой ягодностью, с бархатными танинами и лёгкой пряностью.дегустатор Валерия Труфакина

## Греческие десертные вина

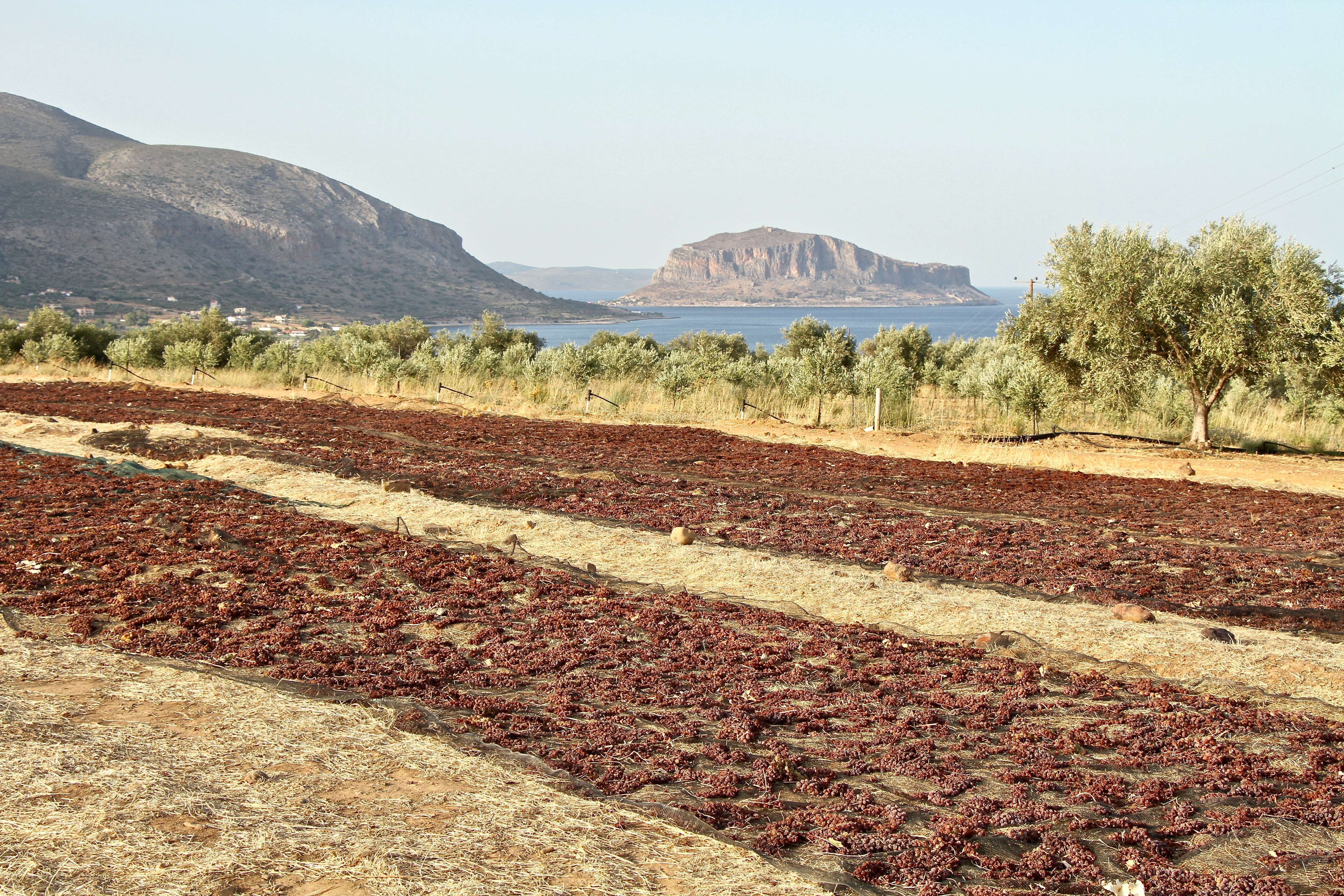
Сушка собранного винограда для производства греческой «Мальвазии»

Правительство Греции позиционирует «Мальвазию» как один из исконно греческих брендов, понимая под ним выдержанные сладкие белые вина из подвяленного винограда. Родство между греческими сортами винограда, которые идут на производство «Мальвазии», и сортами, называемыми мальвазией в Западном Средиземноморье, не доказано. В 2010—2012 годах было объявлено о создании в Лаконии (близ города Монемвазия, давшего мальвазии своё имя), на островах Крит и Парос четырёх новых аппелласьонов (PDO) для производства вин данного типа; в названии всех их фигурирует слово «Мальвазия».